# Cambridge English: Key
|  | «KET» redirigeix aquí. Vegeu-ne altres significats a «Ket». |

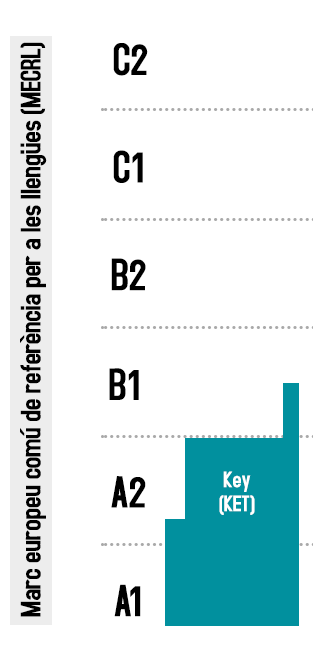
Nivell del KET al Marc europeu comú de referència per a les llengües

El Cambridge English: Key, també anomenat Key English Test (KET) és el primer dels nivells dels exàmens de Cambridge English Language Assessment (anteriorment conegut com a Cambridge ESOL) que reconeix la capacitat de fer servir l'anglès quotidià tant oral com escrit a nivell bàsic.
Creat el 1994, el Cambridge English: Key està dissenyat per ser el primer pas per als estudiants que volen adquirir un nivell superior d'anglès. Correspon al Nivell A2 del Marc europeu comú de referència per a les llengües del Consell d'Europa.
L'examen s'ofereix en dues variants: per a adults i per a escoles (KET for Schools). Les dues versions de l'examen permeten obtenir la mateixa qualificació i tenen el mateix nivell de dificultat, l'única diferència rau en el fet que els temes tractats a la versió per a escoles són més adequats per a aquells estudiants en edat d'escolarització.

## Estructura
L'examen consta de tres parts, que incorporen les quatre competències lingüístiques (comprensió lectora, expressió escrita, comprensió oral i expressió oral).
1. Reading and Writing (1 hora i 10 minuts – 50% de la puntuació total)
La part de Reading and Writing (comprensió lectora i expressió escrita) té nou apartats i 56 preguntes. Els candidats han de ser capaços de llegir i entendre informació escrita senzilla, ja sigui cartells, fulletons, diaris o revistes.
Els apartats 1 a 5 desenvolupen la competència lectora, incloent-hi coneixements de vocabulari i gramàtica. L'examen inclou tasques que requereixen substituir paraules, completar frases amb buits, seleccionar la frase correcta per a cada espai buit d'un text i respondre preguntes amb múltiples opcions de resposta sobre un text.
Els apartats 6 a 9 desenvolupen la competència escrita, incloent-hi coneixements de vocabulari i gramàtica. Les diferents tasques requereixen seleccionar una paraula per obtenir una definició, substituir paraules, completar un document i escriure una breu nota de 25 a 30 paraules.
2. Listening (aproximadament 30 minuts – 25% de la puntuació total)
La part de Listening (comprensió oral) té cinc apartats i 25 preguntes. Els candidats han de ser capaços d'entendre converses tant informals com neutrals en la vida diària, i parlades a una velocitat raonablement lenta.
L'apartat 1 consta de cinc converses breus i tres il·lustracions. Els candidats escoleten preus, nombres, hores, dates, ubicacions, formes, descripcions, etc. Seguidament responen cinc preguntes amb múltiples opcions de resposta.
L'apartat 2 gira al voltant d'una conversa més llarga relacionada amb temes com la vida diària, viatges, feina o el temps lliure. Els candidats han d'identificar informació simple de la conversa i relacionar dues llistes de paraules (per exemple, noms de persones i el menjar que els agrada).
L'apartat 3 consta d'una altra conversa. Els candidats n'han d'extreure informació i respondre cinc preguntes amb múltiples opcions de resposta.
L'apartat 4 consta d'una conversa entre dues persones. Els candidats han d'escriure informació per completar un missatge o unes notes.
L'apartat 5 gira al voltant d'un monòleg. Els candidats han d'utilitzar la informació que escolten per completar un missatge o unes notes.
3. Speaking (8-10 minuts – 25% de la puntuació total)
La part de Speaking (expressió oral) té dos apartats i es desenvolupa cara a cara amb un altre candidat i dos examinadors. Els candidats han de demostrar les seves habilitats de conversa tot responent i plantejant pregunes senzilles.
L'apartat 1 és una conversa amb l'examinador. Els candidats donen informació personal sobre ells mateixos (vida diària, interessos, etc).
L'apartat 2 és una tasca amb l'altre candidat. L'examinador dona una fotografia a cada candidat i demana que tots dos candidats parlin entre ells sobre la fotografia.

## Puntuació i resultats
El full de resultats (Statement of Results) mostra quatre elements: una nota (Pass with Distinction, Pass with Merit o Pass), una puntuació global de l'examen seguint l'Escala de Cambridge English, una puntuació específica per a cada competència lingüística (Reading i Writing, Listening i Speaking) i el nivell del Marc europeu comú de referència per a les llengües.
| Nota                  | Puntuació a l'Escala Cambridge English | Nivell del MECRL |
| Pass with Distinction | 140–150                                | B1               |
| Pass with Merit       | 133–139                                | A2               |
| Pass                  | 120–132                                | A2               |
| Nivell A1             | 100–119                                | A1               |

Els candidats que obtenen una puntuació de 100 o superior reben un certificat, que mostra la nota i el nivell del Marc europeu comú de referència per a les llengües. Tot i que l'examen està orientat al nivell A2, també certifica l'habilitat al nivell inferior A1 i al superior B1. Els candidats que no demostren una habilitat de nivell A2, sinó d'A1, reben un certificat de nivell A1. Els candidats que excepcionalment demostren una habilitat de nivell B1 reben un certificat de nivell B1.
Certificat de Cambridge English nivell A1
- Puntuacions entre 100 i 119.

Certificat del Key English Test – nivell A2
- Nota Pass with Merit i Pass
- Puntuacions entre 120 i 139.

Certificat del Key English Test – nivell B1
- Nota Pass with Distinction
- Puntuacions entre 140 i 150.[3]